# Katiki

Katiki  est un petit village de la région de North Otago (en), situé dans l’Île du Sud de la Nouvelle-Zélande.

## Situation
La localité siège entre les villes de Palmerston et celle de Hampden sur le trajet de la State Highway 1/S H 1 à l’extrémité nord de la plage de « Katiki Beach», tout près de la péninsule de Moeraki boulders.
La pointe de la péninsule, nommée « Katiki Point », est le site du Phare de Katiki Point.
La réserve scénique des Trotters Gorge est localisée juste à l’intérieur des terres au niveau de la ville de  Katiki

## Toponymie
Il existe une incertitude à propos de l’origine du nom, bien qu’il puisse avoir été initialement écrit LKa tiki ("les figures sculptées").
Le village était appelé Kartigi jusqu’en 1927, cet ancien nom correspondant à la prononciation en langue Māori du sud.
La vile n’a plus de signe du petit pont nommé 'Katiki bridge'.
Plus loin au nord, le long de la côte, à partir du phare se trouvent deux petits villages nommés ‘Katiki Kaiks’ ("kaik" est la version en langage Maori du sud pour le terme kainga, signifiant village).
Les maisons au niveau de ‘kaiks’ sont très basiques et à prédominance de bach ou cribs, maisonnettes de vacances.
Les propriétés sont difficiles à atteindre, ainsi elles ne peuvent ni être achetées ni même louées.

## Faune
Le phare de Katiki  est le domicile des manchots antipodes (hoiho), une des rares espèces de manchots dans le monde.
Ses visiteurs peuvent au moins être garantis de voir des Otarie à fourrure de Nouvelle-Zélande lors de leur visite au niveau des refuges d’observation.
Le secteur est aussi une zone locale de pêche, en particulier pour les Parapercis colias (en).